# 多賀竜昇司
多賀竜 昇司（たがりゅう しょうじ、1958年（昭和33年）2月15日 - ）は、茨城県日立市出身（本籍地は北茨城市）で鏡山部屋に所属した元大相撲力士。本名は黒谷 昇（くろたに のぼる）。最高位は西関脇（1983年（昭和58年）11月場所）。現役時代の体格は178cm、139kg。得意手は右四つ、寄り、上手出し投げ。
現在は、年寄・鏡山として追手風部屋に所属。

## 来歴・人物
日立市立成沢小学校時代はあまりにも元気がありすぎて、5年生の時にサッカーのゴールポストで逆上がりしてポストごと倒れ、顔に17針も縫う傷を負ったこともあるという。
日立市立多賀中学校では野球部に所属し、捕手でキャプテンを務めた。野球の腕を買われて東洋大学附属牛久高等学校への入学が一旦決定したが、経済的な事情で断念。中学卒業後は職業訓練所に通い、溶接の技術を学んだ。
訓練所を卒業する直前に日立グループの子会社への就職も決まったが、近所の建設業者が鏡山親方（元横綱・柏戸）の現役時代からの贔屓だった縁で鏡山部屋を紹介され、家が貧しいことを理由に角界入りを承諾。間もなく同部屋へ入門し、1974年3月場所において、16歳で初土俵を踏んだ。
当初の四股名は、本名でもある「黒谷」。
なお、改名後の「多賀竜」という四股名は、出身の日立市立多賀中学校に因んだものである。取的時代は、十両・魄龍の付け人を務めた。
1981年1月場所で十両昇進、1982年5月場所で入幕を果たした。
1983年11月場所では、自己最高位となる西関脇に昇進したものの、5勝10敗と大きく負け越し、結果的に関脇に在位したのは同場所の1場所のみだった。
1984年5月に母が交通事故で亡くなってからは、せめてもの供養にとそれまで以上に懸命に土俵を務め、蔵前国技館で行われた最後の本場所となった同年9月場所では13勝2敗と大勝ちして見事な平幕優勝を遂げた。この場所では、敢闘賞と技能賞を同時に受賞した。
2場所後、両国国技館のこけら落としとなった1985年1月場所では、2日目に横綱・北の湖を押し出しで破って生涯唯一となる金星を挙げた。北の湖は翌3日目の取組前に引退を表明し、彼の現役最後の対戦相手としても名を残した。
その後は持病の痛風の悪化などにより目立った活躍はできず、1988年7月場所では6年ぶりに十両へ陥落。しかし同場所では十両優勝を果たし、元小結・若浪に続く「天皇賜杯拝戴者の十両優勝」となった。
現役晩年は十両と幕内との往復が続き、1991年5月場所中に33歳で引退、年寄・勝ノ浦を襲名した。
なお、蔵前国技館で幕内最高優勝を経験した力士としては、現役最後の力士ともなった（千代の富士と同じ場所での引退ではあったが、多賀竜の引退表明は、千代の富士より数日後だったため）。
引退後はしばらく、鏡山部屋付きの親方として、後進の育成に当たっていた。
しかし1996年12月、師匠（元横綱・柏戸）が亡くなったため年寄・鏡山を襲名することとなり、鏡山部屋の新たな師匠となった。
2006年11月場所7日目、土俵下で勝負審判を務めていた際、豊ノ島と安壮富士との一番で押し出しで敗れた安壮富士が土俵下に転落。その124kgもの体重で鏡山は右すねを踏まれ、あまりの痛みに悶絶し翌日から休場した。本人はこのアクシデントについて、「現役時代にも経験したことがない痛み」と語っていた。
2010年2月に日本相撲協会理事選挙に立候補し、当選した。

2期目の当選を果たした2012年1月場所後の改選から約2年間は審判部長を務めていた。現行の制度で、審判部長を関脇経験者が単独で務めることは史上初のケースだった。理事を勇退するまで長年にわたって審判部長を務めていた前師匠（元・柏戸）に続き、弟子である元・多賀竜も審判部長という要職を担ったことになる。
4期目在職（4期目の職務は総合企画部長など）中の2019年9月16日、井筒親方（元関脇・逆鉾）が亡くなったことで開かれた翌日17日の相撲協会臨時理事会において、井筒部屋に所属していた横綱・鶴竜を含む力士3名と床山1名を一時的に預かる事を決定した。その後、亡くなった井筒親方の実弟である錣山親方（元関脇・寺尾）が鶴竜ら4人を自身が師匠を務める錣山部屋で引き受けると名乗り出たが、井筒部屋が時津風一門であることに対し錣山部屋は二所ノ関一門のため移籍は難しいこと、また、錣山親方自身がそもそも現役時代より時津風一門であったが、一門の意向に逆らって離脱し二所ノ関一門に加入した経緯があったことから難しいと判断。元・多賀竜の口利きもあり日本相撲協会は同月27日、井筒部屋所属の横綱・鶴竜ら力士3人と床山1人が、同じ時津風一門で元大関・霧島が師匠の陸奥部屋に転属すると発表した。
2020年1月9日に開催された時津風一門の一門会で、1月場所後に開催される予定となった協会の理事候補選挙に伴う同一門からの候補として自身で一本化することが決まった。2020年1月30日の役員候補選は定員を超過しなかったため2008年以来6期12年ぶりに無投票となり、鏡山を含む理事候補10人、副理事候補3人が全員当選し、同年3月23日の評議員会で、正式に理事（6期目）として選任された。
弟子育成面では2013年1月場所に鏡桜が新十両に昇進、直弟子で初の関取となった。一方で2004年3月場所を最後に新弟子の入門はなく、2008年7月場所以降は弟子が鏡桜と自身の長男である竜勢の2名のみの状態が長く続いたこともあり、部屋の閉鎖を決断。2021年7月21日の日本相撲協会の理事会で、鏡山部屋の閉鎖が承認され、自身を含む関係者全員が伊勢ノ海部屋の所属になった。その後、2025年3月10日に追手風部屋に転籍している。
2022年3月28日の役員改選の際には停年が近いことから理事に立候補せず、30日に発表された職務分掌により、役員待遇委員に任命されたことが明らかとなった。2023年2月15日の停年後も再雇用によりそのまま鏡山親方として協会に在職している。
協会内では、指導普及部長・生活指導部長・危機管理部長・コンプライアンス部長などといった協会在勤の要職に就いた。（2020年3月発表の職務分掌による。）

## 1984年9月場所の平幕優勝
蔵前国技館で行われる最後の本場所となった1984年9月場所に於いて、多賀竜は幕尻に近い西前頭12枚目の位置まで下がっていた。もし負け越すと幕内の座が危なくなるため、まずは勝ち越して幕内に残ることを考えて土俵に臨んだ。
この9月場所は、前場所で15戦全勝優勝した東大関・若嶋津の綱獲りが懸かった場所で、しかも中日の時点で若嶋津は6日目に西関脇・大乃国に敗れたのみの1敗を維持していた。加えて、幕内2場所目で西前頭6枚目の小錦が、当時「小錦旋風」「黒船襲来」と呼ばれるほどの活躍を見せていたため、場所の注目は若嶋津や小錦の方に集まっていた。
しかし、多賀竜は初日から快調に勝ち進み、6日目には1敗だった小錦との直接対決で引き落としで勝利。中日には、多賀竜だけが8戦全勝で勝ち越す状況となった。9日目に栃剣に敗れたものの、その後も多賀竜は11日目に若嶋津に土をつけた大乃国に左上手からの鮮やかな上手出し投げで快勝し、終盤まで優勝争いの先頭を走っていた。若嶋津は12日目に小錦に寄り切られ2敗となり、14日目には1敗で単独トップの多賀竜と2敗の若嶋津が星1つの差で直接対戦することとなった。
ところがこの時困っていた人物は、実は多賀竜の師匠の鏡山親方であった。鏡山親方は当時の審判部長で、14日目に多賀竜対若嶋津と、小錦対千代の富士の割を組んだことで、横綱・千代の富士対大関・若嶋津の取組が消滅してしまう。それにより若嶋津がこの場所優勝して2連覇を果たしたとしても、対戦相手の内容に問題が出て横綱に推挙しづらくなってしまった（横綱は当時3人いたが、隆の里は若嶋津と同部屋で対戦がなく、北の湖は途中休場していたため、若嶋津と割が組める横綱は千代の富士のみだった。若嶋津は大関昇進後千代の富士にまだ一度も勝利しておらず、若嶋津が全勝優勝した前場所も千代の富士が全休で対戦がなかった。）。もし多賀竜が負けて優勝争いが縺れれば師匠を困らせるところだったが、多賀竜は若嶋津を寄り倒しで破り、13勝1敗と優勝に王手をかけた。この敗戦で若嶋津は3敗に後退し、2場所連続優勝と横綱昇進が共に絶望となってしまった。また、小錦も千代の富士を堂々と押し出して金星を獲得し、これで優勝争いは1敗の多賀竜と2敗の小錦の2人に絞られた。
しかし、翌日千秋楽での対戦相手に、2日連続での大関との対戦となる朝潮との割が組まれた。多賀竜は朝潮に一度も勝ったことがなく（結局、朝潮の引退まで一度も勝てないまま終わった）、もし2敗で追う小錦が本割で琴風に勝利して、小錦との13勝2敗同士の優勝決定戦になれば、自分は絶対に不利だと思っていたという。多賀竜は琴風と支度部屋の便所で偶然出会った時に、琴風に対して思わず「大関、頑張って（小錦関に）勝ってください!」と言うと、真面目一本の琴風は多賀竜に対して「任せておきなさい!」と答えたという。
そして千秋楽に於ける琴風対小錦の対戦は2分を超える長い相撲となったが、最後は琴風が小錦をすくい投げで下し、この時点で多賀竜の優勝が決定した。多賀竜はその瞬間には土俵下の控えに座っていたが、その席で優勝した喜びの気持ちをずっと我慢していたという。多賀竜は当日の対戦では朝潮に敗れて、最終的には13勝2敗の成績となった。また、多賀竜は同場所にて自身唯一の三賞もダブル（敢闘賞・技能賞）で受賞した。
なお、鏡山親方と力士時代に柏鵬時代を築いていた大鵬親方は、自分の弟子から幕内最高優勝者を出すことができなかった。そのため、多賀竜の存在を理由に自身の著書『巨人・大鵬・卵焼き』にて、「親方としては、柏戸さんに負けた」と書いている。

## 親族（子女）
- 第二子長男の昇太は2003年3月場所に鏡山部屋に入門し、「黒谷昇太（くろたにしょうた）→ 竜聖昇太（りゅうせい-）→ 竜勢昇太（りゅうせい-）」の四股名で力士として活動。最高位東幕下4枚目・通算成績461勝447敗10休、親子関取を実現できないまま2025年5月場所を最後に引退した。
- 第一子長女の桃子（1985年（昭和60年）2月17日 - ）は2010年代の一時期、吉本興業所属の芸人として『モルモルモルモット』という女性コンビなどで活動していた[11]。

## エピソード
- 多賀竜は北の湖の現役最後の対戦相手となったが、北の湖が引退を表明する1場所前の1984年11月場所（5日目）に於いて、北の湖は多賀竜に勝利した。北の湖は同場所7日目より途中休場したため、結果的に北の湖は現役最後の白星と現役最後の黒星をいずれも多賀竜から得る形となった。
- なぜか太寿山には弱く、初顔から17連敗と一方的に負けていた。1990年5月場所にて、18回目の対戦でようやく太寿山から初白星を挙げた（最終的な対戦成績は1勝18敗）。また偶然ではあるが、太寿山も多賀竜と同じ1991年5月場所に現役を引退した。（多賀竜は場所の途中での引退だったが、太寿山は千秋楽まで土俵を務めて引退した）
- 経済的な事情で高校進学と野球の道を諦めたことから、現役時代に連載されていた野球漫画の主人公になぞらえ「ドカベン」と呼ばれていた。ちなみに漫画の方のドカベン（山田太郎）も、経済的な理由で高校進学を諦める可能性があった。
- 喋りが不得意であることと長らく勝負審判を務めていたため、大相撲中継の解説には縁がなかった。引退直後の1991年7月場所と、審判部を離れていた2011年7月場所にて、向正面の解説を務めた2回のみであった。しかし審判部長を退いてしばらくした2016年1月場所からは、幕内の正面で解説を務めるようになった。また、以前は話が不得意であると言う印象が強かったものの、現在はあまりそういったシーンは見られなくなってきている他、厳しくも独特な解説が好評を呼んでおり、1月場所以降も毎場所のように解説を務めている。
- 鏡山部屋を閉鎖して久しい2023年4月3日に行われた元弟子・鏡桜の引退会見に同席した際は「現師匠ではないけど、ほぼ彼の相撲人生は、私が師匠だった。最後の責任として、今日、私が会見させていただきました」と説明し、夫人と1男1女がいる元鏡桜の今後を気遣った上で、相撲部屋としては劣悪な環境で頑張った鏡桜を称賛していた。現役時代最初の怪我の時に強行出場を許したことが致命的になったと師匠としての後悔を語った上で、番付外に陥落する程の長期休場となったのは怪我をしっかり治してから相撲界を出ていってほしい考えがあったと明かしていた[12]。

### 審判部長としての問題発言
- 審判部長を務めていた2013年、この年の1月場所に於いて、13日目の時点で十両残留がほぼ絶望的となった高見盛について「もうアウト、アウト、アウトだってのに。大丈夫だって。（高見盛は）6番勝たないから」と放言とも取られかねない発言を行った。さらに、愛弟子の新十両（当時）・鏡桜が負け越せば高見盛と陥落を争う可能性も考えられた中で、「そんなにうちの鏡桜を落としたいの？」と報道陣を牽制する一幕を見せて物議を醸した[13]。
- 同じく審判部長の立場で迎えていた同年3月場所の13日目には十両残留がほぼ不可能となってこの時点で引退の可能性を報道された元大関・雅山についても「ご苦労さまでした。言っちゃ悪いが、きょうで（転落が）確定だよ」と軽い口調で扱い、1月場所に続いて功労者への配慮に欠けた発言を続けたことが問題視された[14]。進退のかかった力士に対する扱いは辛辣さもさることながら番付編成の一部を事前に公表してしまうという観点から問題視され、前者のケースでは「幕下から4人上げる」十両昇格の予定人数まで場所中に記者の前で漏洩してしまっていた。その影響もあってか、2014年3月場所を最後に審判部長を退いた。

## 主な戦績
- 通算成績：557勝621敗10休 勝率.473
- 幕内成績：321勝407敗7休 勝率.441
- 現役在位：103場所
- 幕内在位：49場所
- 三役在位：2場所（関脇1場所、小結1場所）
- 対横綱戦：2勝18敗（隆の里1勝、北の湖1勝）
- 対大関戦：3勝32敗（北天佑1勝、若嶋津1勝、大乃国1勝）

### 各段優勝
- 幕内最高優勝：1回（1984年9月場所）
- 十両優勝：1回（1988年7月場所）
- 幕下優勝：1回（1980年9月場所）
- 三段目優勝：1回（1978年9月場所）

### 三賞・金星
- 三賞：2回
  - 敢闘賞：1回（1984年9月場所）
  - 技能賞：1回（1984年9月場所）
- 金星：1個（北の湖から。1985年1月場所2日目）

### 場所別成績
| | 一月場所 初場所（東京） | 三月場所 春場所（大阪） | 五月場所 夏場所（東京） | 七月場所 名古屋場所（愛知） | 九月場所 秋場所（東京） | 十一月場所 九州場所（福岡） |
| --- | ----------------------- | ----------------------- | ----------------------- | --------------------------- | ----------------------- | --------------------------- |
| 1974年 （昭和49年） | x                       | （前相撲）              | 西序ノ口12枚目 5–2      | 東序二段72枚目 4–3          | 東序二段50枚目 3–4      | 西序二段65枚目 5–2          |
| 1975年 （昭和50年） | 西序二段30枚目 3–4      | 西序二段42枚目 3–4      | 東序二段57枚目 5–2      | 西序二段18枚目 6–1          | 東三段目46枚目 3–4      | 西三段目58枚目 4–3          |
| 1976年 （昭和51年） | 西三段目42枚目 3–4      | 西三段目54枚目 4–3      | 西三段目40枚目 4–3      | 西三段目27枚目 6–1          | 西幕下51枚目 4–3        | 西幕下38枚目 0–7            |
| 1977年 （昭和52年） | 東三段目11枚目 4–3      | 東幕下60枚目 2–5        | 西三段目24枚目 4–3      | 東三段目9枚目 2–5           | 西三段目33枚目 4–3      | 東三段目20枚目 4–3          |
| 1978年 （昭和53年） | 東三段目9枚目 1–3–3     | 東三段目39枚目 4–3      | 西三段目26枚目 4–3      | 東三段目13枚目 4–3          | 西三段目2枚目 優勝 7–0  | 西幕下12枚目 2–5            |
| 1979年 （昭和54年） | 西幕下29枚目 4–3        | 東幕下23枚目 3–4        | 西幕下32枚目 2–5        | 東幕下51枚目 5–2            | 東幕下30枚目 5–2        | 東幕下17枚目 4–3            |
| 1980年 （昭和55年） | 西幕下11枚目 3–4        | 東幕下20枚目 4–3        | 西幕下15枚目 3–4        | 西幕下20枚目 2–5            | 西幕下40枚目 優勝 7–0   | 東幕下3枚目 5–2             |
| 1981年 （昭和56年） | 西十両12枚目 3–12       | 東幕下9枚目 6–1         | 西幕下筆頭 4–3          | 東十両13枚目 5–10           | 西幕下4枚目 5–2         | 東十両13枚目 9–6            |
| 1982年 （昭和57年） | 西十両6枚目 9–6         | 東十両筆頭 8–7          | 東前頭13枚目 8–7        | 東前頭9枚目 8–7             | 東前頭6枚目 7–8         | 東前頭7枚目 6–9             |
| 1983年 （昭和58年） | 西前頭9枚目 9–6         | 西前頭2枚目 3–12        | 西前頭8枚目 6–9         | 西前頭10枚目 9–6            | 西前頭4枚目 9–6         | 西関脇 5–10                 |
| 1984年 （昭和59年） | 西前頭3枚目 4–11        | 東前頭11枚目 9–6        | 東前頭4枚目 6–9         | 西前頭8枚目 6–9             | 西前頭12枚目 13–2 技敢  | 西小結 6–9                  |
| 1985年 （昭和60年） | 東前頭筆頭 5–10 ★       | 東前頭6枚目 8–7         | 西前頭2枚目 3–12        | 東前頭12枚目 8–7            | 西前頭8枚目 7–8         | 東前頭11枚目 8–7            |
| 1986年 （昭和61年） | 西前頭5枚目 5–10        | 西前頭10枚目 8–7        | 東前頭6枚目 6–9         | 西前頭9枚目 8–7             | 西前頭2枚目 5–10        | 西前頭6枚目 6–9             |
| 1987年 （昭和62年） | 西前頭11枚目 9–6        | 東前頭5枚目 6–9         | 東前頭9枚目 8–7         | 西前頭2枚目 5–10            | 西前頭6枚目 6–9         | 東前頭10枚目 8–7            |
| 1988年 （昭和63年） | 西前頭3枚目 4–11        | 西前頭8枚目 6–9         | 西前頭12枚目 5–10       | 東十両3枚目 優勝 10–5       | 西前頭10枚目 8–7        | 西前頭7枚目 8–7             |
| 1989年 （平成元年） | 西前頭2枚目 1–11–3      | 西前頭11枚目 8–7        | 東前頭6枚目 4–11        | 東前頭13枚目 6–5–4          | 東十両2枚目 7–8         | 西十両3枚目 10–5            |
| 1990年 （平成2年） | 東前頭12枚目 8–7        | 西前頭9枚目 6–9         | 東前頭12枚目 9–6        | 東前頭6枚目 5–10            | 西前頭12枚目 5–10       | 東十両2枚目 8–7             |
| 1991年 （平成3年） | 東前頭14枚目 5–10       | 西十両3枚目 5–10        | 東十両9枚目 引退 0–6–0  | x                           | x                       | x                           |
| 各欄の数字は、「勝ち-負け-休場」を示す。 優勝 引退 休場 十両 幕下 三賞：敢=敢闘賞、殊=殊勲賞、技=技能賞 その他：★=金星 番付階級：幕内 - 十両 - 幕下 - 三段目 - 序二段 - 序ノ口 幕内序列：横綱 - 大関 - 関脇 - 小結 - 前頭（「#数字」は各位内の序列） |                         |                         |                         |                             |                         |                             |

## 幕内対戦成績
| 力士名         | 勝数 | 負数 | 力士名   | 勝数 | 負数  | 力士名   | 勝数 | 負数 | 力士名     | 勝数 | 負数 |
| -------------- | ---- | ---- | -------- | ---- | ----- | -------- | ---- | ---- | ---------- | ---- | ---- |
| 青葉城         | 10   | 4    | 安芸ノ島 | 0    | 2     | 朝潮     | 0    | 8    | 旭里       | 0    | 2    |
| 旭富士         | 1    | 8    | 天ノ山   | 4    | 1     | 板井     | 13   | 10   | 恵那櫻     | 3    | 6    |
| 王湖           | 1    | 0    | 大潮     | 4    | 5     | 巨砲     | 14   | 11   | 大錦       | 6    | 5    |
| 大乃国(大ノ国) | 4    | 4    | 大乃花   | 0    | 1     | 大豊     | 3    | 4(1) | 大若松     | 0    | 1    |
| 小城ノ花       | 2    | 0    | 魁輝     | 11   | 10    | 春日富士 | 2    | 2    | 北勝鬨     | 2    | 1    |
| 北の湖         | 1    | 2    | 騏乃嵐   | 2    | 2     | 旭豪山   | 0    | 1    | 旭道山     | 6    | 1    |
| 霧島           | 10   | 8    | 麒麟児   | 7    | 7     | 久島海   | 0    | 3    | 蔵間       | 11   | 5    |
| 黒瀬川         | 1    | 0    | 高望山   | 9    | 11(1) | 港龍     | 2    | 1    | 琴稲妻     | 4    | 4    |
| 琴ヶ梅         | 2    | 3    | 琴風     | 0    | 5     | 琴千歳   | 1    | 0    | 琴椿       | 0    | 1    |
| 琴錦           | 2    | 0    | 琴富士   | 2    | 6(1)  | 小錦     | 2    | 3    | 斉須       | 2    | 4    |
| 佐賀昇         | 1    | 0    | 逆鉾     | 3    | 9     | 佐田の海 | 8    | 10   | 薩洲洋     | 3    | 10   |
| 嗣子鵬         | 2    | 4    | 陣岳     | 11   | 12    | 神幸     | 4    | 0    | 大輝煌     | 1    | 0    |
| 太寿山         | 1    | 18   | 大徹     | 7    | 15    | 貴闘力   | 0    | 2    | 隆の里     | 1    | 4    |
| 貴ノ浜         | 4    | 2    | 孝乃富士 | 11   | 5     | 貴ノ嶺   | 0    | 1    | 隆三杉     | 9    | 10   |
| 高見山         | 0    | 3    | 玉龍     | 10   | 4     | 竹葉山   | 0    | 1    | 千代の富士 | 0    | 8    |
| 寺尾           | 1    | 8    | 闘竜     | 12   | 9     | 栃赤城   | 3    | 0    | 栃司       | 3    | 6    |
| 栃剣           | 4    | 7    | 栃乃和歌 | 1    | 1     | 栃光     | 3    | 4    | 栃纒       | 0    | 1    |
| 巴富士         | 0    | 1    | 花乃湖   | 1    | 7     | 花ノ国   | 3    | 5    | 播竜山     | 1    | 0    |
| 飛騨乃花       | 7    | 3    | 富士櫻   | 2    | 4     | 藤ノ川   | 1    | 3    | 富士乃真   | 4    | 5    |
| 双羽黒         | 0    | 3    | 北天佑   | 2    | 9     | 北勝海   | 2    | 4    | 星岩涛     | 1    | 0    |
| 前乃臻         | 3    | 3    | 舛田山   | 4    | 6     | 益荒雄   | 1    | 2    | 三杉磯     | 2    | 6    |
| 三杉里         | 2    | 5    | 水戸泉   | 4    | 7     | 龍興山   | 0    | 1    | 両国       | 3    | 2    |
| 若獅子         | 1    | 0    | 若嶋津   | 1    | 7     | 若瀬川   | 6    | 3    | 若花田     | 1    | 1    |
| 若の富士       | 4    | 3    | 鷲羽山   | 1    | 1     |          |      |      |            |      |      |

## 改名歴
- 黒谷 昇（くろたに のぼる）1974年5月場所 - 1978年5月場所
- 多賀竜 昇司（たがりゅう しょうじ）1978年7月場所 - 1991年5月場所（引退）

## 年寄変遷
- 勝ノ浦 昇司（かつのうら しょうじ）1991年5月 - 1996年12月
- 鏡山 昇司（かがみやま - ）1996年12月 -